# Richard Toll
Richard Toll er en by i det nordlige Senegal, beliggende tæt ved grænsen til Mauretanien. Byen har et indbyggertal (pr. 2007) på cirka 70.000. Byens primære beskæftigelseskilde er sukkerproduktion.